# Nuevo Rincón
Nuevo Rincón är en ort i Mexiko.   Den ligger i kommunen Siltepec och delstaten Chiapas, i den sydöstra delen av landet, 900 km sydost om huvudstaden Mexico City. Nuevo Rincón ligger 2 273 meter över havet och antalet invånare är 169.
Terrängen runt Nuevo Rincón är varierad, och sluttar norrut. Runt Nuevo Rincón är det ganska tätbefolkat, med 83 invånare per kvadratkilometer. Närmaste större samhälle är Motozintla de Mendoza, 17,6 km söder om Nuevo Rincón. I omgivningarna runt Nuevo Rincón växer i huvudsak blandskog.